# 哈洛倫 (密蘇里州)
哈洛倫（英語：Halloran）是位於美國密蘇里州巴特勒縣的非建制地區。

## 歷史
哈洛倫的郵局於1890年設立，其後於1911年停運。

## 地理
哈洛倫所處的海拔為高於海平面139米（即456英呎），而該地所採用的時區為UTC-6，即北美中部時區（CST）。同時該地設有夏令時間，為UTC-6調快一小時，即UTC-5（CDT）。